# Мищенко, Олег Григорьевич (тренер)
Оле́г Григо́рьевич Ми́щенко (1936, Пятигорск, Северо-Кавказский край, РСФСР — 16 июня 2014, Могилёв, Белоруссия) — советский и российский тренер по спортивной гимнастике, заслуженный тренер СССР, БССР и Казахской ССР .

## Биография
В 1973 г. был приглашен на работу в Могилев, с которым была связана вся его дальнейшая профессиональная деятельность. Его ученица Светлана Баитова в 1987 г. стала чемпионкой мира в Сеуле, а в 1988 г. завоевала там же титул олимпийской чемпионки. Среди воспитанников тренера — абсолютная чемпионка СССР среди молодежи и участница чемпионата Мира в городе Страсбурге, мастер спорта международного класса Валерия Жидунова, дважды участница Олимпийских игр Елена Полозкова (Атланта,1996 и Сидней 2000), ставшая в 1999 г. призёром Кубка Мира по спортивной гимнастике. Тренер подготовил двух заслуженных мастеров спорта, четырёх мастеров спорта международного класса, больше сорока мастеров спорта, а также 7 чемпионов СССР.
Им были разработаны гимнастические элементы, которые названы в честь их исполнителей: «элемент Баитовой», «прыжок Полозковой», «элемент Зайцевой» на брусьях, «элемент Жидуновой» на бревне внесенные в классификацию элементов мировой спортивной гимнастики. Также подготовил большую группу тренеров по спортивной гимнастике. По его инициативе организован ежегодный международный турнир на призы Заслуженного мастера спорта СССР, олимпийской чемпионки Светланы Баитовой.

## Награды и звания
Заслуженный тренер СССР, заслуженный тренер Белорусской ССР, заслуженный тренер Казахской ССР. Награждён медалями «За трудовую доблесть», «Ветеран труда», «Лучший тренер СССР».
Награждён почетной грамотой президиума Верховного Совета БССР, грамотой Верховного Совета БССР, почетными грамотами Могилевского областного и городского исполнительных комитетов, почётной грамотой президиума Белорусского Республиканского совета профсоюзов.